# Lac du Portillon
Le lac du Portillon, anciennement lac glacé du Portillon d'Oô, est un lac artificiel français des Pyrénées d'une superficie de 34 ha situé sur la commune d'Oô, dans le département de la Haute-Garonne.

## Toponymie
Son nom actuel vient du Portillon d'Oô qui le surplombe (2 913 m). Portillon signifie en gascon « petite porte » dans le sens « petit col ». Pour Oô, voir Lac d'Oô.

## Géographie
Situé près de la crête frontalière avec l'Espagne, au pied du pic Perdiguère à une altitude de 2 580 m près de Bagnères-de-Luchon en région Occitanie. Il collecte les eaux de la fonte des neiges et des torrents environnants issus du Seil de la Baque et du glacier du Portillon d'Oô.

## Histoire

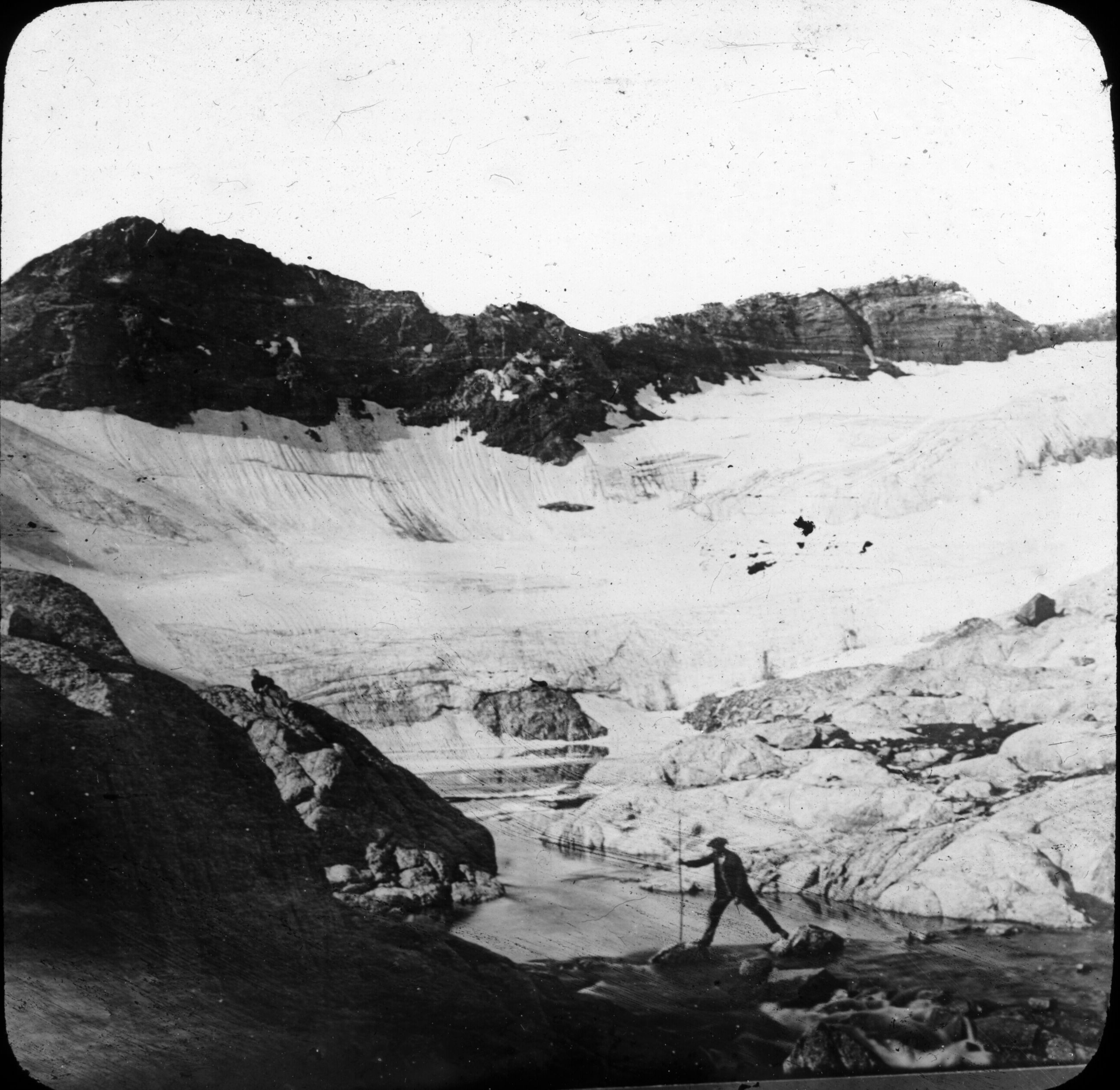
Déversoir du lac glacé du Portillon d'Oô en 1895 avant la construction du barrage

Le barrage a été construit en 1929 pour l'alimentation de la centrale hydroélectrique du même nom.
La puissance totale de la centrale est de 55 MW.

## Divers
C'est un haut-lieu de randonnée pyrénéenne. Entouré d'un écrin constitué des '3000' du Luchonnais. Légèrement en aval du barrage se trouve le refuge du Portillon d'Oô (aussi baptisé refuge Jean Arlaud).